# One Big Alternative
One Big Alternative – debiutancka płyta zespołu Chico wydana w 2006 roku.

## Lista utworów
1. Belong
2. My Own Circus
3. Extra Large (Attention!)
4. A Tribute To Dead Efforts
5. Meteor Comes
6. Masterplan
7. Chase For Nothing
8. Shame On You, Lena!
9. Roswell
10. Kill & Drive
11. Unkle Dep Meteo (Meteor Comes Remix)